# Schwarzwald-Stadion
El Schwarzwald-Stadion (antic Dreisamstadion) és un estadi de futbol de la ciutat de Friburg de Brisgòvia (Baden-Württemberg, Alemanya), actualment és l'estadi del SC Freiburg de la Bundesliga. Situat al Districte Est de Waldsee a la Schwarzwaldstraße.
Després de la Segona Guerra Mundial, el SC Freiburg no tenia un camp propi en el qual disputar els seus partits.
L'any 1998 la grada nord i la tribuna es van ampliar. A més disposa de seients accessibles a persones de mobilitat reduïda a la tribuna est, amb seients propers al terreny de joc.
L'estadi té una capacitat de 25.000 espectadors, amb 14.500 seients permanents i 10.500 places disponibles. Totes les tribunes estan cobertes. Arran d'una denúncia des del barri de l'estadi, es prohibeix l'ampliació de la capacitat de l'estadi.
En l'última renovació es va dotar a l'estadi amb dues plantes d'energia fotovoltaica (capacitat: 250.000 kWh / any) cobrint gran part de les necessitats energètiques del club. Fins i tot la gespa està equipada amb un mecanisme que protegeix el medi ambient, gràcies als motors de calefacció ecològics. Es va construir el 2004 un edifici funcional per acollir convidats VIP. Aquest edifici està situat a la cantonada nord-oest de l'estadi.
En diverses ocasions es va dur a terme en el Badenova-Stadion partits internacionals, en el passat va acollir a Alemanya, poc abans de la Copa del Món de 2006, un partit amistós contra Luxemburg, durant la Copa del Món l'estadi va servir d'entrenament per a l'equip nacional dels Països Baixos.